# Marcel Wyss (Radsportler)
Marcel Wyss (* 25. Juni 1986 in Langnau im Emmental) ist ein ehemaliger Schweizer Radrennfahrer.

## Sportliche Laufbahn
Marcel Wyss wurde 2004 Schweizer Juniorenmeister im Strassenrennen und belegte den zweiten Platz im Zeitfahren. In der Saison 2006 gewann er eine Etappe bei der Vuelta al Goierri. Ausserdem wurde er in der U23-Klasse Schweizer Vizemeister bei der Bergmeisterschaft. In den Jahren 2007 und 2008 fuhr er für das Continental Team Atlas Romer’s Hausbäckerei. In seiner ersten Saison dort wurde er unter anderem Fünfter bei dem Eintagesrennen Rund um den Henninger-Turm. 2008 wurde er Schweizer U23-Meister im Einzelzeitfahren und am Berg. Zudem belegte er bei den Strassenweltmeisterschaften Rang vier im Einzelzeitfahren der U23.
2012 wurde bei Wyss ein gutartiger, aber aggressiver Tumor hinter seinen Rippen operativ entfernt. Zwei Jahre später kam es aus dem gleichen Grund erneut zu einem Eingriff. Nach eigener Aussage hatte der Sportler mit dem Leistungssport zu diesem Zeitpunkt abgeschlossen, sass aber nach anderthalb Monaten wieder auf dem Rad und bestritt die Tour de France.
Ab 2013 fuhr Wyss für das IAM-Cycling-Team. Als dieses Ende 2016 aufgelöst wurde, beendete er seine Radsportlaufbahn.

## Erfolge
2004
- Schweizer Meister – Strassenrennen (Junioren)

2008
- Gesamtwertung und Prolog Flèche du Sud
- Schweizer Meister – Einzelzeitfahren (U23)
- Schweizer Meister – Berg (U23)

2012
- Mannschaftszeitfahren Settimana Internazionale

## Grand-Tour-Platzierungen
| Grand Tour            | 2010 | 2011 | 2012 | 2013 | 2014 | 2015 | 2016 |
| --------------------- | ---- | ---- | ---- | ---- | ---- | ---- | ---- |
| Giro d’ItaliaGiro     | 38   | 34   | –    | –    | –    | –    | 40   |
| Tour de FranceTour    | –    | –    | –    | –    | 32   | 60   | –    |
| Vuelta a EspañaVuelta | –    | –    | –    | –    | –    | –    | 21   |

## Teams
- 2007 Atlas-Romer’s Hausbäckerei
- 2008 Atlas-Romer’s Hausbäckerei
- 2008 Scott-American Beef (Stagiaire)
- 2009 Cervélo TestTeam
- 2010 Cervélo TestTeam
- 2011 Geox-TMC
- 2012 Atlas Personal-Jakroo (bis 7. März)
- 2012 Team NetApp (ab 8. März)
- 2013 IAM Cycling
- 2014 IAM Cycling
- 2015 IAM Cycling
- 2016 IAM Cycling